# Pablo Ganet
Pablo Ganet Comitre (sinh ngày 4 tháng 11 năm 1994) là một cầu thủ bóng đá người Guinea Xích Đạo thi đấu cho câu lạc bộ Tây Ban Nha CD San Roque de Lepe ở vị trí tiền vệ.

## Sự nghiệp câu lạc bộ
Sinh ra ở Málaga, Andalusia, Ganet tốt nghiệp từ hệ thống trẻ của Real Betis. Mùa hè năm 2013 anh gia nhập đội dự bị của Málaga CF, và có màn ra mắt sau đó ở Tercera División.
Vào ngày 20 tháng 8 năm 2014 Ganet gia nhập UD San Sebastián de los Reyes, cũng ở hạng tư.

## Sự nghiệp quốc tế
Sau khi được phép từ bố của anh, Ganet nằm trong đội hình Guinea Xích Đạo 23 người của Esteban Becker tham dự Cúp bóng đá châu Phi 2015 vào ngày 4 tháng 1 năm 2015. Ba ngày sau, anh có màn ra mắt, vào sân từ hiệp hai trong trận hòa giao hữu 1–1 với Cabo Verde.

## Thống kê

### Quốc tế
Tính đến 28 tháng 1 năm 2024
| Guinea Xích Đạo | Guinea Xích Đạo | Guinea Xích Đạo |
| Năm             | Số trận         | Bàn thắng       |
| --------------- | --------------- | --------------- |
| 2015            | 3               | 0               |
| 2016            | 2               | 0               |
| 2017            | 2               | 0               |
| 2018            | 4               | 0               |
| 2019            | 8               | 2               |
| 2021            | 7               | 1               |
| 2022            | 5               | 1               |
| 2023            | 8               | 0               |
| 2024            | 4               | 1               |
| Tổng cộng       | 43              | 5               |

### Bàn thắng quốc tế
Bàn thắng và kết quả của Guinea Xích Đạo được để trước.
| #  | Ngày                 | Địa điểm                                             | Đối thủ      | Bàn thắng | Kết quả | Giải đấu                 |
| -- | -------------------- | ---------------------------------------------------- | ------------ | --------- | ------- | ------------------------ |
| 1. | 22 tháng 3 năm 2019  | Sân vận động Al-Hilal, Omdurman, Sudan               | Sudan        | 1–0       | 1–0     | Vòng loại CAN 2019       |
| 2. | 13 tháng 10 năm 2019 | Sân vận động Marcel Roustan, Salon-de-Provence, Pháp | Togo         | 1–0       | 1–1     | Giao hữu                 |
| 3. | 13 tháng 11 năm 2021 | Sân vận động Malabo, Malabo, Guinea Xích Đạo         | Tunisia      | 1–0       | 1–0     | Vòng loại World Cup 2022 |
| 4. | 20 tháng 1 năm 2022  | Sân vận động Limbe, Limbe, Cameroon                  | Sierra Leone | 1–0       | 1–0     | CAN 2021                 |
| 5. | 22 tháng 1 năm 2024  | Sân vận động Alassane Ouattara, Abidjan, Bờ Biển Ngà | Bờ Biển Ngà  | 2–0       | 4–0     | CAN 2023                 |

## Danh hiệu

### Câu lạc bộ
Ittihad Tanger
- Botola: 2017–18